# Eugen Indjic
Pour les articles homonymes, voir Indjic.
Eugen Indjic est un pianiste classique franco-américain, né le 11 mars 1947 à Belgrade (Yougoslavie) et mort le 28 février 2024 à Compiègne (France).

## Biographie
Eugen Indjic naît le 11 mars 1947 à Belgrade en Yougoslavie. Il commence le piano à l'âge de 8 ans sous la direction du pianiste russe, Alexandre Borovsky.  À 10 ans, il joue déjà pour la télévision NBC, enregistre les Variations Diabelli de Beethoven sur le piano de Sergueï Rachmaninov pour RCA Records à 12 ans et donne, à 13 ans, son premier concert en soliste avec l'Orchestre national symphonique de Washington.
Adolescent, il rencontre Arthur Rubinstein, qui restera pour lui jusqu'à sa mort un maître et un ami.
D'Indjic, il disait : « Un pianiste de rang mondial, d'une rare perfection musicale et artistique. »
Il étudie également la composition avec Nadia Boulanger et Leon Kirchner.
Eugen Indjic a 16 ans lorsqu'un critique de Copenhague écrit de lui: « Il joue Chopin comme un polonais, Debussy comme un Français et Prokofiev comme un maître russe ».
Erich Leinsdorf l'invite à jouer le Concerto pour piano no 2 de Johannes Brahms avec l'Orchestre symphonique de Boston, ce qui fait d'Indjic, à 18 ans, le soliste le plus jeune à avoir jamais joué avec cet orchestre.
Leonard Bernstein le qualifie alors de « pianiste et musicien extraordinaire » et Emil Gilels d'« artiste unique et inspiré ». Il poursuit ses études commencées à l'Académie Phillips d'Andover à l'Université de Harvard d'où il sort diplômé cum laude.
Il épouse la petite fille du compositeur français Henri Rabaud et s'installe définitivement en France.
Grand Prix de trois concours internationaux : Chopin 1970, Leeds 1972 et Rubinstein (en) 1974, Eugen Indjic a depuis joué sous la baguette des plus grands chefs, tels que Bernstein, Solti, Leinsdorf, Guerguiev, Sinopoli, avec la plupart des orchestres des États-Unis et d'Europe.
À l'occasion de l'Année Chopin en 1999,  Eugen Indjic a été invité à participer à une série d'enregistrements télévisés de l'intégralité de l’œuvre de Chopin, une coproduction française, polonaise et japonaise. Il a enregistré des œuvres de Stravinsky et Debussy pour le label CBS, de Chopin pour le label Claves et de Chopin, de Schumann et de Debussy pour le label Calliope.
La presse internationale s’est particulièrement intéressée à lui en 2007 avec la découverte de l’escroquerie « Joyce Hatto ». Celle-ci a en effet été démasquée et révélée par des universitaires britanniques qui ont pu prouver que son disque des Mazurkas – entre autres – avait été intégralement copié.
Eugen Indjic meurt le 28 février 2024 à Compiègne à l’âge de 76 ans.